# Megemlékezés (Így jártam anyátokkal)
A Megemlékezés az Így jártam anyátokkal című televízió-sorozat hetedik évadának tizenharmadik epizódja. Eredetileg 2012. január 2-án vetítették, míg Magyarországon 2012. november 5-én.
Ebben az epizódban Marshall meglátogatja az apja sírját újévkor egy régi családi hagyomány miatt. Szilveszterkor Barney és Ted nyitnak egy saját bárt, Robin pedig az este hőse lesz.

## Cselekmény
Jövőbeli Ted elmeséli, hogy Marshall meglátogatta az apja sírját 2012 újévének napján egy régi családi hagyomány miatt. A temetőben kicsit furcsának tűnik a Minnesota Vikings és ősi riválisának meccsének megtekintése. Ez idő alatt Marshall elmeséli, mi mknden történt velük szilveszterkor.
Lily és Marshall épp a leendő babaszobát rendezgetik, amikor Marshallnak eszébe jut, hogy talán fel kellene hívniuk Lily apját, hogy közöljék vele, nagyapa lesz. Lily hezitál, mert úgy tudja, Mickey egy társasjátékos rendezvényen van Chicagóban, és fél, hogy az apjában újra csalódnia kell. Mégis felhívja, de amint várta, az apja ridegen reagál: csak megköszöni a telefonban a hírt és leteszi. Később Lily talál a babaszobában egy könyvet, a "Misztikus talányok"-at, ami a természetfelettiről szól. Marshall azt mondja, hogy szeretne majd belőle felolvasni a gyerekeinek, mert szeretné, ha hinnének abban, amiben ő is – ami nem tetszik Lilynek. Azt mondja, ő nem hisz az ilyesmiben, csak saját magában, főként azért, mert annyit csalódott már az apjában.
Eközben Barney és Ted kétségbeesetten próbálnak bejutni a MacLaren's Bárba, de oda nem engedik be őket, mert zártkörű rendezvény van. Ezért bosszúból elhatározzák, hogy megcsinálják régi vágyukat: a Rejtvény nevű bárt a lakásban. Eldöntik, hogy régi elveiknek megfelelően üzemeltetik majd, ezért az ital nagyon olcsó, de kénytelenek emelni, amikor a buli elszabadul és a vendégek törni-zúzni kezdenek. Végül kénytelenek felbérelni Doug-ot a bárból, hogy segítsen nekik kidobni mindenkit.
Robin épp Kevinnel készül tölteni az estét, amikor felhívja Sandy Rivers, és közli, hogy be kellene ugrani a szilveszteri műsorba, mert az eddigi partnere lelépett. Robin oda is megy, de hamar bekerül a mélyvízbe, mert Sandy rendszeresen lelép, és éppen éjfél előtt el is tűnik. Bepánikolva hívja fel Robin Kevint, mert nem tudja, mit tegyen. Kevin, aki épp ekkor találja meg a tökrészeg Sandyt Barney és Ted bárjában, arra bátorítja, hogy találja fel magát. Jövőbeli Ted szerint ez egy fontos fordulópont volt Robin karrierjében, mert azzal, hogy belépett a szilveszteri műsor levezénylésébe, bizonyított, és rögtön másnap ki is nevezték vezető hírolvasónak.
Miközben Marshall ezt meséli, egyre többen gyűlnek össze a sírnál, közte a testvérei is. Ez eleinte nagyon zavarja Marshallt, de amikor az egyik látogató Marvinnak hívja őt, mert szerinte nagyon hasonlít az apjára, eszébe jut, hogy az apja nagyon barátságos volt és mindenkit szívesen látott a családi eseményeken. Odahaza pedig Lily nyit ajtót a csöngetésre: Mickey érkezik egy hatalmas plüssmackóval, a várt közöny helyett igazából extázisban tört ki, hogy unokája fog születni.

## Kontinuitás
- Ted és Barney először a "Háromnapos havazás" című részben találták ki, hogy venniük kellene egy bárt.
- Marshall apja a "Rossz hír" című részben halt meg, éppen egy évvel korábban.
- A társasjáték-konferencián látható Aldrin Játékgyáras játékok egy része látható a "Pofonadás 2: A pofon visszaüt" című részben.
- Doug, a kidobó visszatér "A bunyó" című epizód után.
- Robin megemlíti a lemondást azokról az álmokról, amikről nem is tudta, hogy vannak – ez utalás az előző epizódra, amelyben kiderült, hogy nem lehet gyereke.

## Jövőbeli visszautalások
- Mickey újra megjelenik Marshall és Lily házában "A lángoló méhész" című epizódban.
- Az epizódban Robinnal történtek folytatódnak a "Nem sürgetlek" című részben, majd a "Most már döntetlen" című epizódban.

## Érdekességek
- A temetőben az egyik sírkőre az "Anya" feliratot vésték rá, ami előrevetíti a címszereplő anya halálát.
- Lily azt állítja, hogy nem hisz a természetfelettiben, "A párkereső" című részben viszont azt állítja, hogy ő és Marshall is azok. Még a csótányegeret is látta.
- Marshall azt mondja, hogy a bátyja még mindig az anyjukkal él, miközben a "Legyen Ön is keresztszülő" című epizódban azt állítja, hogy a bátyja nagyszerű apa, van felesége és két gyereke is. Az ellentmondást csak erősíti, hogy az "Ó. Drágám!" című részben Marcus csakugyan az anyjuknál van.
- A Rejtvény bár dala és logója nagyon emlékeztet a Cheers című sorozat bárjára és annak főcímdalára.

## Vendégszereplők
- Kal Penn – Kevin
- Will Sasso – Doug Martin
- Alexis Denisof – Sandy Rivers
- Bill Faggerbakke – Marvin Eriksen Sr.
- Chris Elliott – Mickey Aldrin
- Ned Rolsma – Marcus Eriksen
- Robert Michael Ryan – Marvin Eriksen Jr.

## Zene
- Toby Keith – Red Solo Cup
- Ted Mosby, Barney Stinson & Kevin – Rejtvény
- The Elected – Time Is Coming